# Huawei Mate 60
El Huawei Mate 60, Mate 60 Pro y Mate 60 Pro+ son teléfonos inteligentes de alta gama de 2023, de la corporación china Huawei. 
Tiene un chipset Kirin 9000 S SoC diseñado por HiSilicon y producido por la fundición SMIC. El dispositivo cuenta con el sistema operativo Harmonyos, y admite comunicaciones de llamadas en red satelital y 5G.

## Desarrollo

### Kirin 9000 5G/4G y Kirin 9000E
Kirin 9000 es el primer SoC de HiSilicon basado en tecnología TSMC FinFET (EUV) de 5 nm+ (nodo N5) y el primer SoC de 5 nm que se lanza al mercado internacional. Este sistema de ocho núcleos octa-core en un chip se basa en la novena generación de la serie HiSilicon Kirin y está equipado con 15,3 mil millones de transistores en una configuración 1+3+4 con implementación Kirin Gaming+ 3.0.
La NPU de cuatro canales integrada está equipada con un Kirin ISP 6.0 para admitir fotografía computacional avanzada. Huawei Da Vinci Architecture 2.0 para IA admite 2x Ascend Lite + 1x Ascend Tiny. La caché del sistema es de 8 MB y el SoC funciona con las nuevas memorias LPDDR5/4X (fabricadas por Samsung en la serie Huawei Mate 40). 
El Huawei Mate 60 Pro en su diseño tiene la parte trasera es prácticamente idéntica a la que vimos en el Huawei Mate 40 Pro.
El Huawei Mate 60 Pro+ se anuncia para octubre de 2023.

## Controversias
La versión 2021 4G del Kirin 9000 tiene el módem Balong limitado vía software para cumplir con la prohibición impuesta a Huawei por el gobierno estadounidense para tecnologías 5G no chinas, desde 2019.
Este es el primer teléfono que utiliza chips con tecnología de microprocesador chino de 7 nm desarrollado a pesar de la imposición de sanciones a la empresa.
El gobierno de Estados Unidos abrió una investigación acerca del chip de vanguardia que utiliza este dispositivo de conectividad 5G.